# Kosmos: en kort historik
Kosmos: en kort historik (engelsk originaltitel: A Brief History of Time: From the Big Bang to Black Holes) är en populärvetenskaplig bok av fysikern Stephen Hawking, utgiven 1988. Boken blev en bästsäljare och har hittills sålts i mer än 10 miljoner exemplar på 20 år. 2001 hade den översatts till 35 olika språk.